# Zied Tlemçani
Zied Tlemçani (arabe : زياد التلمساني), né le 10 mai 1963 à Tunis, est un footballeur tunisien évoluant au poste d'attaquant. Il se reconvertit par la suite en homme d'affaires.

## Biographie
Il est appelé pour la coupe d'Afrique des nations en 1994 et 1998 avec la sélection nationale.
Au terme de sa carrière de joueur professionnel, il entame une carrière dans les affaires, en fondant en 2002 la société Bitaka, spécialisée dans les cartes téléphoniques. Comptant plus de 200 salariés pour un chiffre d'affaires de quelque 350 millions de dinars en 2012, elle fournit 30 % des recharges d'Ooredoo et 20 % de celles de Tunisie Télécom.
Le 20 avril 2024, il dépose sa candidature à la présidence de la Fédération tunisienne de football pour la période 2024-2028 à travers une liste comprenant d'anciens joueurs,.

## Palmarès
- Championnat de Tunisie : 1985, 1988, 1989, 1998, 1999
- Coupe de Tunisie : 1986, 1989, 1999
- Coupe d'Afrique des vainqueurs de coupe : 1998
- Coupe de la CAF : 1997